# Bissa (Bana)
Pour les articles homonymes, voir Bissa.
Bissa est une commune rurale située dans le département de Bana de la province des Balé dans la région de la Boucle du Mouhoun au Burkina Faso.

## Géographie
Bissa porte le nom de Fohwira en langue Bwamu[réf. nécessaire].

## Démographie
| 2003 | 2006 | 2012 |
| ---- | ---- | ---- |
| 357  | 416  | -    |

## Santé et éducation
Le centre de soins le plus proche de Bissa est le centre de santé et de promotion sociale (CSPS) de Bana tandis que le centre médical avec antenne chirurgicale (CMA) de la province se trouve à Boromo.